# Focus (együttes)
A Focus holland rockzenekar, amit Thijs van Leer (a zenekar egyetlen állandó tagja), a klasszikus zenészből rockerré vált orgonista/fuvolás/gitáros/szájharmonikás alapított. A zenekar nyolc aktív éve alatt nyolc albumot adtak ki, amelyek meghatározó jelentőségűek a roctörténetben, többek közt Ian Anderson és a Jethro Tull zenéjének 1970-től változó stílusára. Stílusuk teljességgel meghatározhatatlan, kőkemény hard rock elemek keverednek jazz-rockkal, sőt klasszikus zenével, legnagyobb részben instrumentális módon.

## Története

### Kezdetek
Van Leer először egy triót alapított Martijn Dresden basszusgitáros és Hans Cleuver dobos részvételével. Időnként csatlakozott hozzájuk Ramses Shaffy és Liesbeth List is. 1969 karácsonyán ez a formáció adta ki a Vier ballen en een (Négy labda a csúcson) című kislemezt.
Első felállásban Thijs van Leer (fuvola/billentyű/ének/vokál) mellett Martijn Dresden (basszusgitár), Jan Akkerman (gitár, ex-Brainbox) és Hans Cleuver (dobok) az 1970-es In and Out of Focus című albumot adták ki, amit a nemzetközi zeneélet ma is a holland Hair néven ismer. Mérsékelt sikere miatt gyors tagcserék zajlottak, Cleuver és Dresden helyére Pierre van der Linden és Cyril Havermans állt.

### Nemzetközi hírnév
Az új összetételű Focus 1971-ben második, Moving Waves albumával már gyors nemzetközi sikert ért el. Ebben nagy szerepet játszott a lemez nyitószáma, az azóta is közismert rock-rondó, a Hocus Pocus. A számot egy energikus hard-rock riff vezeti fel, amely többször visszatér menet közben, de a főtémák között akkoriban igen merésznek (progresszívnek) számító intermezzók vannak dobszólóval, fütyüléssel, torzított, értelmetlen énekkel, jódliszerű énekkel, altfuvolás riffeléssel.
Az album bemutató koncertjén távozott Havermans, helyébe Bert Ruiter állt. Alkotó erejükre jellemző módon az 1972-es album már dupla lemez lett, címe Focus III. Ezen található második legismertebb számuk, a Sylvia. Ez a szám az Amerikai Egyesült Államokban és Nagy Britanniában is hetekig állt a listák élén. Az 1973-as At the Rainbow megismételte a sikert.
1974-ben újabb doboscsere következett, a Stone the Crows zenekar volt dobosa, Colin Allen váltotta van der Lindent. A Hamburger Concerto című koncertalbumon már ő dobolt. Az ez évben megjelent Harem Scarem lemez azonban nem volt sikeres, Allen otthagyta a Focust.

### Hanyatló szakasz
Az 1975-ös Mother Focus című albumon David Kemper dobolt. Ez a lemez sem ért el számottevő sikert, a kritika erősen fanyalgott a populáris hangvételen és az egyetlen jazz-fusion stílusú számon. Zeneileg és zenészileg még mindig igen erős volt az anyag, de nem állt össze olyan meggyőző egységbe a kompozíció, mint a korábbi felvételeken.
Az utóbbi két év viszonylagos sikertelensége ellenére 1976-ban telt házas brit koncertturnét szerveztek. Jan Akkerman az utolsó pillanatban mondta fel a fellépést, helyette Philip Catherine gitáros ugrott be. Ez évben jelent meg egy visszatekintés jellegű, korábban félig-meddig felvett, félbehagyott és lemezekről lemaradt számokból álló album, a Ship Memories. Az utolsó lemez az 1978-as Focus con Proby, ahol P. J. Proby énekes, Eef Albers gitáros csatlakozott a zenekarhoz. A kritikák ismét bírálók voltak, ezért egy rövid koncertturné után a zenekar feloszlott.

## Új próbálkozások

### 1985
1985-ben van Leer és Akkerman egyetlen stúdiófelvételre jöttek össze, aminek során a Focus című albumot rögzítették, bár hivatalosan nem a Focus zenekar néven. A Mother Focus lemez stílusát és hangulatát idéző anyag jó lett, de terjesztése a kiadott kis példányszám miatt anyagilag sikertelen volt. A legtöbb Focus rajongó a mai napig sem tud róla.

### 1990
1990-ben a klasszikus, legsikeresebb felállás (van Leer, Akkermanm Ruiter, van der Linden) új számokat készített, holland TV-showk keretében léptek fel, de a visszatérés nem sikerült. 1993-ban van Leer és Akkerman együtt léptek fel a North Sea Jazz Festival keretében, 1999-ben pedig majdnem sikerült összehozni a régi csapatot Cleuver és Ruiter közreműködésével, valamint egy új gitárossal, Menno Gootjesszel.

### 2001
2001-ben teljesen újjáalakult a Focus, új tagjai Bobby Jacobs basszusgitáros (van Leer nevelt fia), Jan Dumée gitáros és Ruben Roon részvételével, az utóbbit hamarosan Bert Smaak váltotta. A Focus 8 című új albumukkal világkörüli turnén vettek részt.
2004-ben Smaak is távozott, helyét pedig a régi-új dobos, Pierre van der Linden töltötte be. 2006-ban Jan Dumée távozott belső ellentétek (zenei) miatt, és ez évben adták ki a Focus 9/New Skin című albumot. Linden visszatérésével újra a jazz került előtérbe, az 1970-es hangzásvilág.
2006-ban Niels van der Steenhoven gitáros erősítette meg a zenekart.

## Diszkográfia
- In and Out of Focus - 1970
- Moving Waves - 1971 (hollandiai címe: Focus II)
- Focus III - 1972
- At the Rainbow - 1973
- Hamburger Concerto - 1974
- Mother Focus - 1975
- Ship Memories - 1977
- Focus con Proby - 1978
- Focus - 1985
- The Best of Focus: Hocus Pocus - 1994
- Focus 8 - 2002
- Live at the BBC 1976 - 2004
- Focus 9/New Skin 2006